# اسپرینگفیلد (کنتاکی)
اسپرینگفیلد (به انگلیسی: Springfield) شهری در ایالت کنتاکی کشور ایالات متحده آمریکا است که جمعیت آن در سرشماری سال ۲۰۱۰ میلادی، ۲٬۵۱۹ نفر بوده‌است.